# Takon
Takon ist ein Arrondissement im Departement Plateau im westafrikanischen Staat Benin. Es ist eine Verwaltungseinheit, die der Gerichtsbarkeit der Kommune Sakété untersteht.

## Demografie und Verwaltung
Gemäß der Volkszählung 2013 des beninischen Statistikamtes INSAE hatte das Arrondissement 17.817 Einwohner, davon waren 8509 männlich und 9308 weiblich.
Von den 80 Dörfern und Quartieren der Kommune Sakété entfallen zwölf auf Takon:
1. Adjohoun-Kollé
2. Adjohoun-Kollédjèdjè
3. Akadja
4. Ayidjèdo
5. Ayita
6. Dra
7. Gbagla Nounagnon
8. Gbougbouta
9. Houègbo
10. Ikêmon
11. Oké
12. Takon Centre